# Переправа Плейстарха до Малої Азії
Переправа Плейстарха до Малої Азії — морська операція з часів війн діадохів за розділ держави Александра Македонського.
У 302 р. до н. е. розгорнулась війна коаліції Кассандра, Лісімаха, Селевка та Птолемея проти Антигона Одноокого, який владарював над Малою Азією. Першою сюди переправилась армія фракійського царя Лісімаха, проте хід кампанії був для нього невдалий, так що він відійшов на зимові квартири до союзної Гераклеї Понтійської (південне узбережжя Чорного моря).

Кассандр вирішив надати допомогу союзнику та відрядив до Малої Азії свого брата Плейстарха із 500 вершниками та 12 тисячами піших воїнів. Втім, не встиг Плейстарх досягнути переправи, як син Антигона Деметрій I Поліоркет напав на полишений Лісімахом біля Лампсака (східне узбережжя протоки Дарданелли) загін та розгромив його. Враховуючи наявність у Антигоніда найпотужнішого в елліністичному світі флота, війська македонського царя не мали жодних шансів переправитись через протоки. 

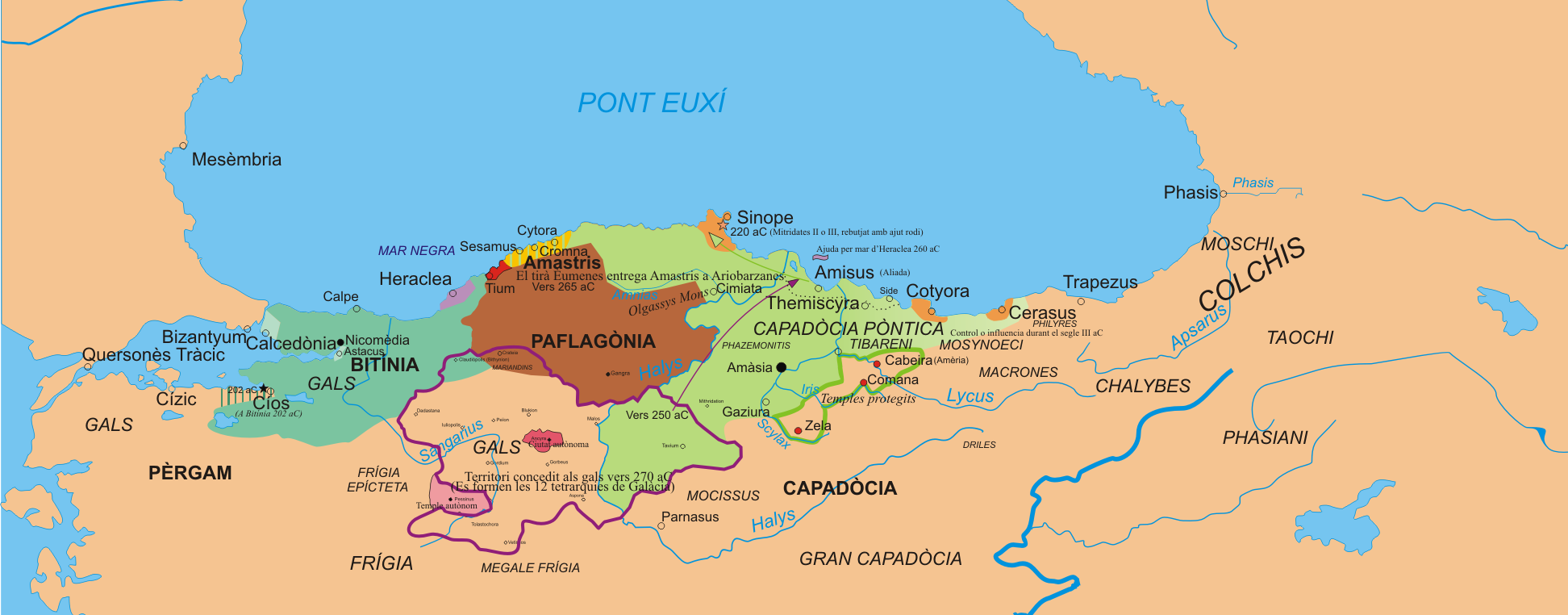
Карта південного Причорномор'я з позначеною Гераклеєю Понтійською (фіолетовий колір). Одессос знаходився дещо північніше від позначеної на карті Месемврії

В цих умовах Плейстарх відвів свою армію до міста Одессос (на місті сучасного болгарського порту Варна), звідки планувалось перевезти війська до Гераклеї Понтійської. Втім, збірати достатньо кораблів не вдалось, тому переправу організували у три заходи. Перший рейс завершився вдало, проте про нього отримав звістку Деметрій, після чого ескадра Антигоніда перехопила другий караван та полонила всіх вояків, котрих він віз.
З великими зусиллями Плейстарх зміг зібрати в Одессосі кораблі для останнього рейса. Серед них була, зокрема, гігантська гексера (судно з шістьома рядами весел), на яку сіло одразу 500 вояків. Цей рейс також виявився невдалим, проте не через протидію супротивника — караван потрапив у страшний шторм, більшість суден загинула, а з флагманської гексери врятувались лише 33 особи (самого Плейстарха ледь живого викинуло на гераклейське узбережжя). Всього із третього рейсу до Лісімаха змогли добратись біля 1 тисячі вояків.
Отримані фракійським царем підкріплення у 5 тисяч солдатів Плейстараха не могли навіть компенсувати втрат, яких він зазнав через заколот серед фракійців з племені автаріатів. Багаж останніх був захоплений Деметрієм у битві під Лампсаком, до того ж Лісімах мав певні проблеми з виплатою найманцям грошей. Як наслідок, 2 тисячі автаріатів та 800 лікійців і памфілійців перейшли на бік Антигона, котрий щедро обдарував їх та виплатив все заборговане Лісімахом. Побоюючись, що інші 5 тисяч автаріатів можуть послідувати за своїми одноплемінниками та посилити ворога, Лісімах вивів їх на відкриту містину та наказав тут перебити.